# Championnat d'Europe de Formule Régionale 2022
Navigation
2021 2023
Le Championnat d'Europe de Formule Régionale 2022 (Formula Regional European Championship by Alpine) est la quatrième saison du championnat d'Europe de Formule Régionale, et la deuxième saison depuis la fusion avec la Formula Renault Eurocup. Comportant 20 courses réparties en 10 manches, il démarre le 22 avril à Monza pour se terminer le 23 octobre au Mugello.

## Changement d'écuries
- JD Motorsport (en) est remplacé par Trident Racing qui fait ses débuts dans la discipline[1].
- DR Formula est remplacé par Race Performance Motorsport, qui reprend les infrastructures de RP Motorsport, sous l'impulsion du pilote irlandais Keith Donegan[2].

## Écuries et pilotes
Toutes les écuries disposent de châssis Tatuus F3 T-318, équipées de moteurs Alpine et chaussés de pneumatiques Pirelli.
| Écuries                     | n° | Pilote              | Cat. | Manches      |
| --------------------------- | -- | ------------------- | ---- | ------------ |
| Prema Powerteam             | 3  | Paul Aron           |      | Toutes       |
| Prema Powerteam             | 18 | Dino Beganovic      |      | Toutes       |
| Prema Powerteam             | 58 | Sebastián Montoya   | R    | Toutes       |
| Prema Powerteam             | 88 | Hamda Al Qubaisi    | F    | 1-8          |
| Prema Powerteam             | 88 | Amna Al Qubaisi     | F G  | 9-10         |
| Trident                     | 4  | Roman Bilinski      | R    | Toutes       |
| Trident                     | 70 | Tim Tramnitz        | R    | Toutes       |
| Trident                     | 72 | Leonardo Fornaroli  | R    | Toutes       |
| Monolite Racing             | 5  | Macéo Capietto      | R    | Toutes       |
| Monolite Racing             | 6  | Pietro Armanni      | R    | Toutes       |
| Monolite Racing             | 24 | Cenyu Han           | R    | 1-5          |
| Monolite Racing             | 24 | Nicola Marinangeli  |      | 7-10         |
| G4 Racing                   | 7  | Axel Gnos           |      | 1-7, 9-10    |
| G4 Racing                   | 7  | Gillian Henrion     | G    | 8            |
| G4 Racing                   | 8  | Matías Zagazeta     | R    | Toutes       |
| G4 Racing                   | 22 | Tereza Bábíčková    | F G  | 8            |
| G4 Racing                   | 92 | Owen Tangavelou     | R    | 1-5          |
| FA Racing by MP             | 9  | Esteban Masson      | R    | 1-6          |
| FA Racing by MP             | 9  | Francesco Braschi   | R    | 7-10         |
| FA Racing by MP             | 12 | Victor Bernier      | R    | Toutes       |
| FA Racing by MP             | 35 | Nicolás Baptiste    | R    | Toutes       |
| Arden Motorsport            | 10 | Joshua Dürksen      | R    | Toutes       |
| Arden Motorsport            | 19 | Noel León           | R    | Toutes       |
| Arden Motorsport            | 91 | Eduardo Barrichello |      | Toutes       |
| Van Amersfoort Racing       | 11 | Levente Révész      |      | Toutes       |
| Van Amersfoort Racing       | 13 | Joshua Dufek        | R    | Toutes       |
| Van Amersfoort Racing       | 27 | Kas Haverkort       |      | Toutes       |
| R-ace GP                    | 15 | Léna Bühler         | F    | 1-3          |
| R-ace GP                    | 16 | Lorenzo Fluxá       |      | Toutes       |
| R-ace GP                    | 26 | Hadrien David       |      | Toutes       |
| R-ace GP                    | 85 | Gabriel Bortoleto   |      | Toutes       |
| MP Motorsport               | 17 | Sami Meguetounif    | R    | Toutes       |
| MP Motorsport               | 30 | Michael Belov       |      | 1-5          |
| MP Motorsport               | 30 | Mari Boya           |      | 7-10         |
| MP Motorsport               | 77 | Dilano van't Hoff   |      | 1-3, 5, 7-10 |
| MP Motorsport               | 77 | Francesco Braschi   |      | 6            |
| KIC Motorsport              | 21 | Piotr Wiśnicki      | R    | 1, 3-10      |
| KIC Motorsport              | 21 | Patrik Pasma        |      | 2            |
| KIC Motorsport              | 28 | Francesco Braschi   | R    | 1-5          |
| KIC Motorsport              | 28 | Sebastian Øgaard    | G    | 8-10         |
| KIC Motorsport              | 68 | Santiago Ramos      | R    | 1-9          |
| KIC Motorsport              | 68 | William Alatalo     | G    | 10           |
| ART Grand Prix              | 42 | Laurens van Hoepen  | R    | Toutes       |
| ART Grand Prix              | 46 | Gabriele Minì       |      | Toutes       |
| ART Grand Prix              | 64 | Mari Boya           |      | 1-6          |
| ART Grand Prix              | 64 | Esteban Masson      | R    | 7-10         |
| Race Performance Motorsport | 55 | Pietro Delli Guanti |      | 1-7          |
| Race Performance Motorsport | 55 | Pierre-Louis Chovet |      | 8-10         |
| Race Performance Motorsport | 65 | Keith Donegan       |      | 1-5          |
| Race Performance Motorsport | 65 | Owen Tangavelou     | R    | 6-10         |
| Race Performance Motorsport | 75 | Andrea Rosso        |      | 6            |
| Race Performance Motorsport | 75 | Santiago Ramos      | R    | 10           |

| Icône | Légende                           |
| ----- | --------------------------------- |
| R     | Rookie                            |
| F     | Pilote féminine                   |
| G     | Pilote inéligible pour les points |

## Résultats des tests de pré-saison
| Date    | Lieu                 | Circuit     | Pilote le plus rapide | Équipe          | Tour le plus rapide |
| ------- | -------------------- | ----------- | --------------------- | --------------- | ------------------- |
| 23 mars | Barcelone, Espagne   | Barcelone   | Gabriele Minì         | ART Grand Prix  | 1 min 40 s 497      |
| 24 mars | Barcelone, Espagne   | Barcelone   | Gabriele Minì         | ART Grand Prix  | 1 min 40 s 503      |
| 29 mars | Le Castellet, France | Paul-Ricard | Gabriele Minì         | ART Grand Prix  | 1 min 57 s 226      |
| 30 mars | Le Castellet, France | Paul-Ricard | Gabriel Bortoleto     | R-ace GP        | 1 min 58 s 850      |
| 5 avril | Monza, Italie        | Monza       | Michael Belov         | MP Motorsport   | 1 min 47 s 279      |
| 6 avril | Monza, Italie        | Monza       | Dino Beganovic        | Prema Powerteam | 1 min 47 s 016      |

## Calendrier
| Manche | Date           | Événement                               | Lieu              |
| ------ | -------------- | --------------------------------------- | ----------------- |
| 1      | 22-24 avril    | Événement principal                     | Monza             |
| 2      | 6-8 mai        | Événement principal                     | Imola             |
| 3      | 27-29 mai      | Grand Prix de Monaco                    | Monaco            |
| 4      | 3-5 juin       | GT World Challenge Europe Endurance Cup | Paul-Ricard       |
| 5      | 17-19 juin     | GT World Challenge Europe Sprint Cup    | Zandvoort         |
| 6      | 8-10 juillet   | Euroformula Open                        | Hungaroring       |
| 7      | 27-29 juillet  | 24 Heures de Spa                        | Spa-Francorchamps |
| 8      | 9-11 septembre | Euroformula Open                        | Red Bull Ring     |
| 9      | 14-16 octobre  | Euroformula Open                        | Barcelone         |
| 10     | 21-23 octobre  | Événement principal                     | Mugello           |

## Résultats
| Manche | Manche | Circuit           | Pole position     | Meilleur Tour     | Pilote vainqueur  | Écurie gagnante       | Rookie vainqueur   |
| ------ | ------ | ----------------- | ----------------- | ----------------- | ----------------- | --------------------- | ------------------ |
| 1      | C1     | Monza             | Dino Beganovic    | Dino Beganovic    | Dino Beganovic    | Prema Powerteam       | Sebastián Montoya  |
| 1      | C2     | Monza             | Paul Aron         | Paul Aron         | Paul Aron         | Prema Powerteam       | Sebastián Montoya  |
| 2      | C1     | Imola             | Gabriele Minì     | Gabriele Minì     | Dino Beganovic    | Prema Powerteam       | Sebastián Montoya  |
| 2      | C2     | Imola             | Gabriele Minì     | Dino Beganovic    | Gabriele Minì     | ART Grand Prix        | Tim Tramnitz       |
| 3      | C1     | Monaco            | Hadrien David     | Mari Boya         | Hadrien David     | R-ace GP              | Laurens van Hoepen |
| 3      | C2     | Monaco            | Dino Beganovic    | Mari Boya         | Dino Beganovic    | Prema Powerteam       | Laurens van Hoepen |
| 4      | C1     | Paul-Ricard       | Dino Beganovic    | Paul Aron         | Paul Aron         | Prema Powerteam       | Tim Tramnitz       |
| 4      | C2     | Paul-Ricard       | Gabriele Minì     | Hadrien David     | Gabriele Minì     | ART Grand Prix        | Roman Bilinski     |
| 5      | C1     | Zandvoort         | Paul Aron         | Hadrien David     | Paul Aron         | Prema Powerteam       | Sebastián Montoya  |
| 5      | C2     | Zandvoort         | Paul Aron         | Paul Aron         | Paul Aron         | Prema Powerteam       | Sebastián Montoya  |
| 6      | C1     | Hungaroring       | Kas Haverkort     | Kas Haverkort     | Kas Haverkort     | Van Amersfoort Racing | Roman Bilinski     |
| 6      | C2     | Hungaroring       | Hadrien David     | Gabriele Minì     | Hadrien David     | R-ace GP              | Tim Tramnitz       |
| 7      | C1     | Spa-Francorchamps | Dino Beganovic    | Paul Aron         | Dino Beganovic    | Prema Powerteam       | Sami Meguetounif   |
| 7      | C2     | Spa-Francorchamps | Paul Aron         | Hadrien David     | Gabriel Bortoleto | R-ace GP              | Tim Tramnitz       |
| 8      | C1     | Red Bull Ring     | Paul Aron         | Kas Haverkort     | Kas Haverkort     | Van Amersfoort Racing | Joshua Dufek       |
| 8      | C2     | Red Bull Ring     | Hadrien David     | Gabriele Minì     | Hadrien David     | R-ace GP              | Joshua Dufek       |
| 9      | C1     | Barcelone         | Paul Aron         | Gabriel Bortoleto | Paul Aron         | Prema Powerteam       | Joshua Dufek       |
| 9      | C2     | Barcelone         | Gabriel Bortoleto | Hadrien David     | Gabriel Bortoleto | R-ace GP              | Joshua Dürksen     |
| 10     | C1     | Mugello           | Paul Aron         | Gabriele Minì     | Paul Aron         | Prema Powerteam       | Victor Bernier     |
| 10     | C2     | Mugello           | Gabriel Bortoleto | Gabriele Minì     | Gabriele Minì     | ART Grand Prix        | Owen Tangavelou    |

## Classements
Système de points
Les points sont attribués aux 10 premiers pilotes classés.
| Position | 1er | 2e | 3e | 4e | 5e | 6e | 7e | 8e | 9e | 10e |
| Points   | 25  | 18 | 15 | 12 | 10 | 8  | 6  | 4  | 2  | 1   |